# (36131) 1999 RN158
1999 RN158 (asteroide 36131) é um asteroide da cintura principal. Possui uma excentricidade de 0.04320570 e uma inclinação de 11.52565º.
Este asteroide foi descoberto no dia 9 de setembro de 1999 por LINEAR em Socorro.